# 马友友祖居
29°41′20.18″N 121°46′45.65″E / 29.6889389°N 121.7793472°E
马友友祖居位于中国浙江省宁波市鄞州区咸祥镇咸二村后道路13号，清代建筑，为有“世界第一大提琴手”之称的大提琴家马友友的祖居，主体坐北朝南，为合院式结构，明间旧称“丁西堂”，是供奉祖先神位的祖堂，东西两边次间为居室，东次间东北处设有偏屋，2015年完成修缮工程，12月11日开放，2018年3月20日公布为鄞州区文物保护单位。